# William Delbert Gann
William Delbert Gann (ur. 6 czerwca 1878, zm. 18 czerwca 1955) – inwestor giełdowy, który opracował narzędzia analizy technicznej, takie jak kąty Ganna, jak też cykle, linie i liczby Ganna.
Metody Ganna prognozowania rynku są oparte na geometrii, astronomii i astrologii i starożytnej matematyce. Opinie na temat wartości i znaczenia jego pracy są bardzo podzielone. Gann napisał wiele książek na temat handlu.